# Hans Thierfelder (Biochemiker)
Hans Thierfelder (* 22. Februar 1858 in Rostock; † 11. November 1930 in Tübingen) war ein deutscher Biochemiker.

## Leben
Thierfelder stammte aus einer Arztfamilie in Rostock (sein Vater war Theodor Thierfelder, Professor an der Universität und Vorstand der Medizinischen Klinik in Rostock) und studierte Medizin an der Universität Rostock, der Eberhard-Karls-Universität Tübingen, der Ruprecht-Karls-Universität Heidelberg, der Ludwig-Maximilians-Universität München und der Albert-Ludwigs-Universität Freiburg. Im Wintersemester 1877/78 wurde er Mitglied der Tübinger Burschenschaft Derendingia. Sein Staatsexamen machte er in Freiburg und er wurde 1883 bei Otto Nasse in Rostock promoviert. 
Da Thierfelder die wissenschaftliche Laufbahn einschlagen wollte, ging er 1884 als Assistent zu Felix Hoppe-Seyler nach Straßburg, wo er sich 1887 in Physiologie habilitierte. 1891 wurde er als Nachfolger von Robert Koch Kustos am Hygienischen Museum in Berlin und gleichzeitig Privatdozent für physiologische Chemie an der Universität Berlin. 1895 wurde er dort außerordentlicher Professor und Leiter der chemischen Abteilung des Physiologischen Instituts. Ab 1909 war er Professor an der Universität Tübingen, wo er Vorstand des physiologisch-chemischen Instituts wurde. Er war Geheimer Medizinalrat.
Thierfelder untersuchte Cerebroside, unter anderem das Cerebron.
Er war Mit-Herausgeber des Handbuchs der physiologisch und pathologisch-chemischen Analyse von Hoppe-Seyler nach dessen Tod (von der 7. bis 9. Auflage als alleiniger Herausgeber).
Zu seinen Schülern in Tübingen gehört Ernst Klenk. 1908 wurde er Mitglied der Leopoldina.
Aus seiner Ehe mit Luise von Beseler (1873–1945) entstammen Hermann Thierfelder und Rudolf Thierfelder.

## Schriften
- Die Chemie der Cerebroside und Phosphatide (Monographien aus dem Gesamtgebiet der Physiologie der Pflanzen und Tiere; Bd. 19). Springer, Berlin 1930 (zusammen mit Ernst Klenk).